# Uragano Ian
L'uragano Ian è stato un uragano atlantico di categoria 5 che ha colpito Cuba e l'East Coast degli Stati Uniti d'America nel settembre 2022. Ian ha causato danni catastrofici nella Florida sud-occidentale e ha provocato la morte di almeno 161 persone, di cui 150 in Florida, 5 in Carolina del Nord, una in Virginia e 5 a Cuba. L'ammontare dei danni prodotti da Ian è stato stimato in almeno 112,9 miliardi di dollari, classificandosi come il terzo uragano più costoso di sempre.

## Storia della tempesta

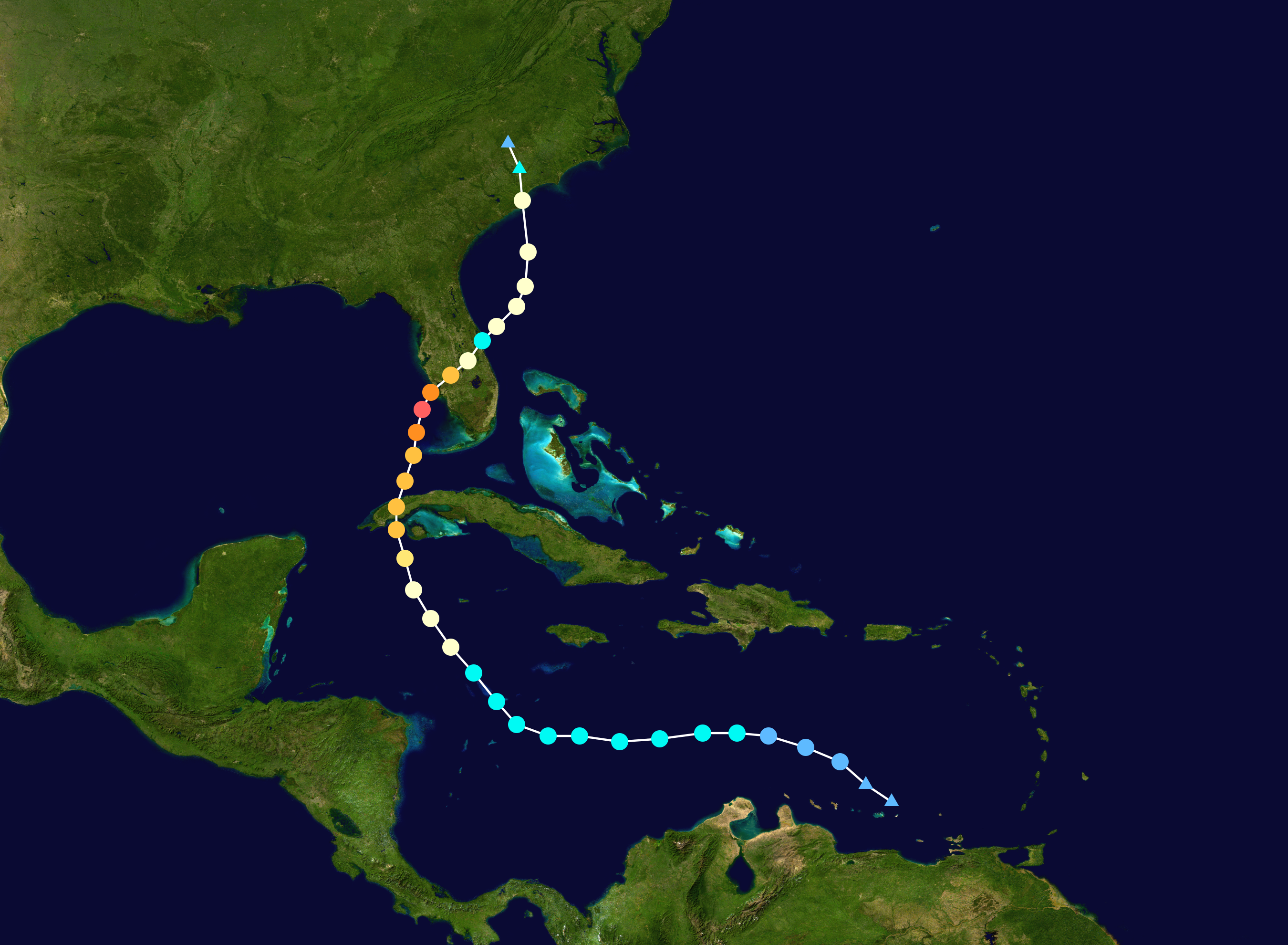
Mappa dell'intensità dell'uragano Ian lungo il suo percorso.

Il 19 settembre 2022 il National Hurricane Center (NHC) ha iniziato a monitorare un'onda tropicale situata diverse centinaia di miglia a est delle Isole Sopravento Meridionali. Due giorni più tardi, la perturbazione si è mossa sopra il mare Caraibico sud-orientale, portando intense piogge e forti raffiche di vento su Trinidad e Tobago, le Isole ABC e la costa nord dell'America meridionale. Il 22 settembre la perturbazione ha iniziato a mostrare segni di una crescente organizzazione, ostacolata tuttavia da un forte wind shear di 45-55 km/h generato dall'outflow dell'uragano Fiona, e alle 09:00 UTC del 23 settembre lo sviluppo di una convezione ben definita ha portato il NHC a classificarla come depressione tropicale nove. Dopo meno di un giorno, alle 03:00 UTC del 24 settembre, la depressione si è rafforzata a tempesta tropicale, ricevendo il nome Ian.

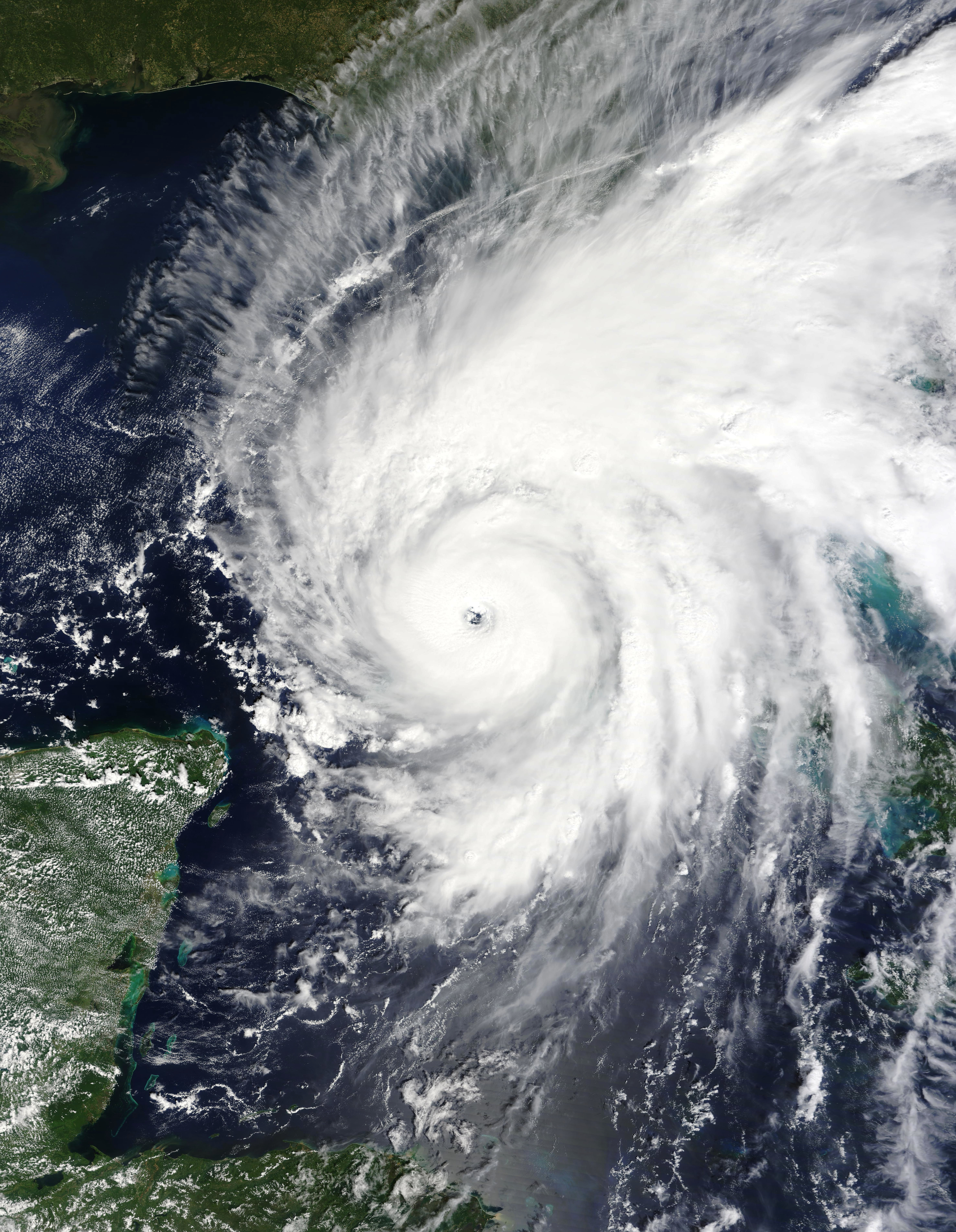
L'uragano Ian alle 16:05 UTC del 27 settembre, situato a nord di Cuba.

Il 25 settembre Ian si è mosso in condizioni ambientali estremamente favorevoli, con basso wind shear e temperature superficiali marine di 30 °C, e alle 09:00 UTC del 26 settembre si è rafforzato ad uragano di categoria 1. Ha quindi avuto inizio una fase di rapida intensificazione e Ian è diventato prima un uragano di categoria 2 alle 21:00 UTC e poi di categoria 3 alle 06:30 UTC del 27 settembre, mentre si trovava 55 km a sud della costa cubana. Nel frattempo l'occhio ha cominciato ad apparire sempre più definito nelle immagini satellitari, e alle 08:30 UTC Ian è approdato nei pressi di Pinar del Río con venti massimi di 205 km/h e una pressione centrale minima di 952 mbar. Dopo essersi leggermente indebolito a causa dell'interazione con il terreno dell'isola, alle 15:00 UTC Ian si è mosso sulle acque del golfo del Messico sud-orientale, dove ha iniziato a rafforzarsi nuovamente, raggiungendo una pressione centrale minima di 947 mbar alle 23:00 UTC. Verso la fine della giornata l'intensificazione è stata momentaneamente interrotta dall'inizio di un ciclo di sostituzione dell'eyewall, al termine del quale Ian si è rafforzato ad uragano di categoria 4 con venti di 220 km/h. Poco dopo, alle 12:00 UTC del 28 settembre, l'uragano ha raggiunto il suo picco di intensità massima, diventando un uragano di categoria 5 con venti sostenuti di 260 km/h e una pressione centrale minima di 937 mbar.

L'uragano Ian nel momento del suo approdo in Florida il 28 settembre.

Alle 19:05 UTC Ian è approdato in Florida, nei pressi dell'isola di Cayo Costa, con venti massimi fino a 240 km/h e una pressione centrale minima di 940 mbar. Alle 20:35 UTC Ian ha effettuato un secondo approdo a sud di Punta Gorda con venti massimi di 235 km/h. L'interazione con il terreno ha quindi iniziato a indebolire gradualmente Ian, che è stato declassato prima ad uragano di categoria 3 alle 23:00 UTC e poi di categoria 1 alle 03:00 UTC del 29 settembre. Alle 09:00 UTC Ian si è ulteriormente indebolito a tempesta tropicale, mentre si trovava 55 km a sud-ovest di Cape Canaveral. Alle 15:00 UTC Ian si è mosso sull'oceano Atlantico dove, grazie alle calde acque della corrente del Golfo, ha iniziato a intensificarsi e alle 21:00 UTC si è rafforzato nuovamente ad uragano di categoria 1. Il 30 settembre Ian ha cominciato ad accelerare verso nord in direzione della costa della Carolina del Sud, dove è approdato nei pressi di Georgetown alle 18:05 UTC, con venti massimi sostenuti di 140 km/h e una pressione centrale minima di 977 mbar. Tre ore più tardi Ian è diventato un ciclone post-tropicale che, dopo aver attraversato la Carolina del Nord centrale durante il 1º ottobre, si è dissipato sopra la Virginia meridionale alle 03:00 UTC del 2 ottobre.

## Preparazione
| Legenda allerte e allarmi | Legenda allerte e allarmi                                        |
| ------------------------- | ---------------------------------------------------------------- |
| Allarme                   | Condizioni di tempesta tropicale/ uragano attese entro 36 ore    |
| Allerta                   | Condizioni di tempesta tropicale/ uragano possibili entro 48 ore |

### Grandi Antille
Il pomeriggio del 24 settembre il governo delle Isole Cayman ha emesso un allarme uragano per l'isola di Grand Cayman e un'allerta tempesta tropicale per le isole di Little Cayman e Cayman Brac. Poche ore più tardi, il governo di Cuba ha emanato un'allerta uragano per l'Isola della Gioventù e le province di Pinar del Río e Artemisa, e un'allerta tempesta per la città di L'Avana e le province di Mayabeque e Matanzas; il 25 settembre entrambe le allerte sono state trasformate in allarmi.

### Stati Uniti

#### Florida

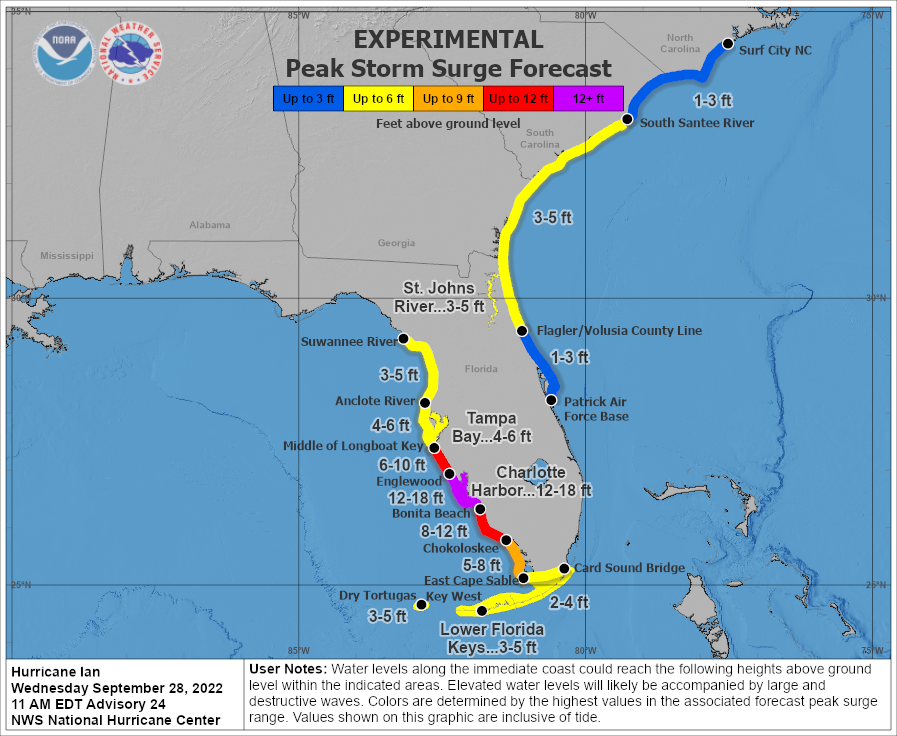
Previsione del 28 settembre del NHC sull'onda di tempesta dell'uragano Ian.

Il 24 settembre il governatore della Florida Ron DeSantis ha dichiarato lo stato di emergenza per l'intero stato, che è stato successivamente approvato dal presidente Joe Biden. La sera del 25 settembre il National Hurricane Center (NHC) ha emesso un allarme tempesta tropicale per parte delle Florida Keys, che il giorno dopo è stato esteso anche alla costa tra Flamingo e Englewood; un allarme uragano è stato invece dichiarato per Dry Tortugas e la costa tra Englewood e Anclote, inclusa la baia di Tampa. Durante il 27 settembre l'allarme tempesta è stato ampliato a comprendere la costa da Anclote a Indian Pass e tutta la costa atlantica dello stato, mentre l'allarme uragano è stato esteso a sud di Englewood fino a Chokoloskee.

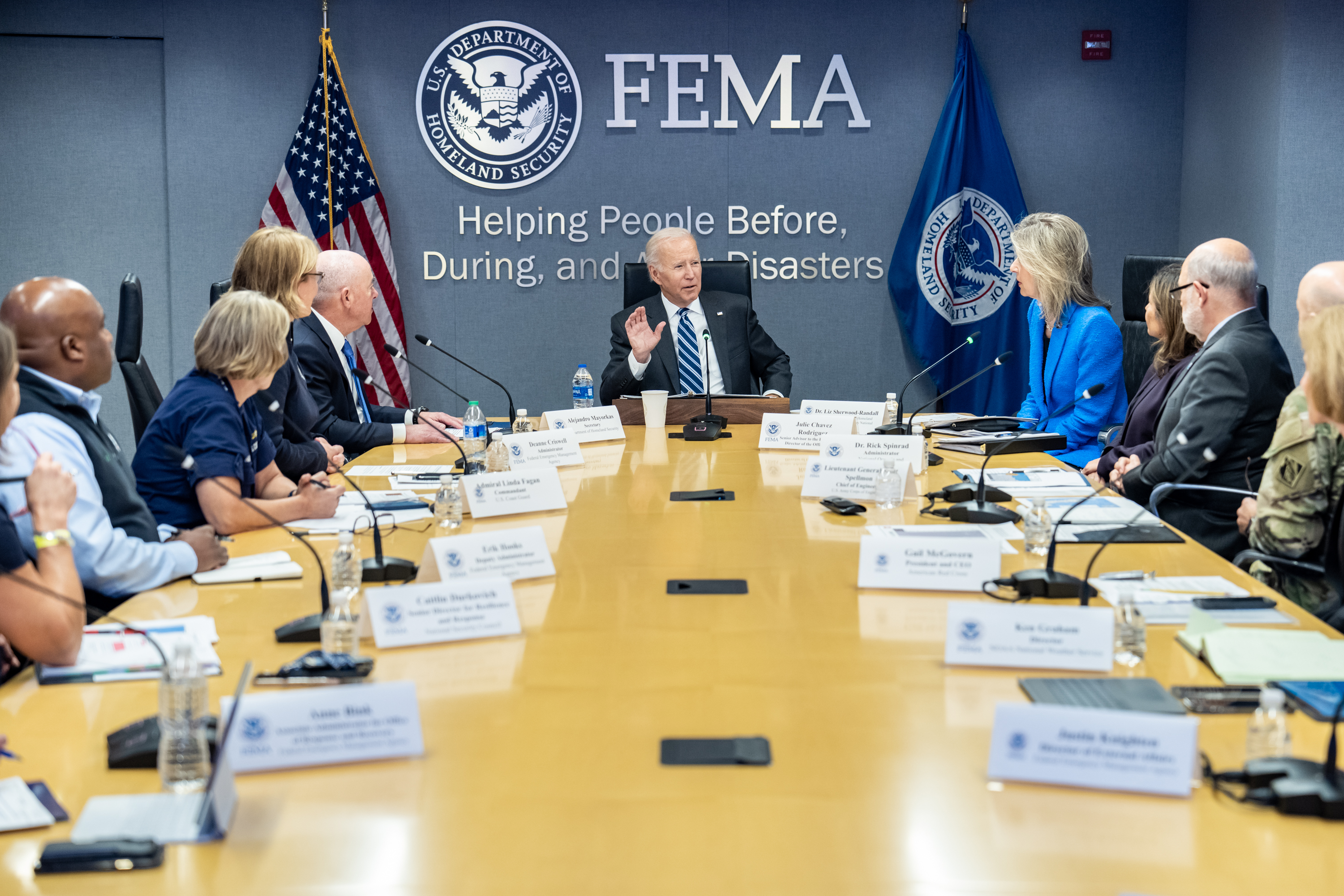
Il presidente Joe Biden ad un incontro con membri della FEMA.

Entro il 27 settembre, evacuazioni obbligatorie erano state ordinate per l'intera contea di Citrus e per le aree costiere delle contee di Charlotte, Collier, Hernando, Hillsborough, Lee, Levy, Manatee, Pasco, Pinellas, Sarasota e St. Johns. Evacuazioni volontarie erano state invece avviate nelle contee di Clay, Gilchrist, Glades, Highlands, Putnam e Taylor. I distretti scolastici di 55 contee e numerose università hanno cancellato le lezioni, in gran parte dei casi fino al termine della settimana. Walt Disney World e Universal Orlando hanno annunciato la chiusura dei loro parchi divertimento per il 28 e 29 settembre.
Il 24 settembre la NASA ha annunciato che avrebbe rimandato il lancio di Artemis 1, inizialmente previsto per il 27 settembre. Il 26 settembre Amtrak ha comunicato la sospensione del servizio ferroviario Auto Train per il 27 e 28 settembre, mentre alcune corse del Silver Star sono state cancellate o limitate a Jacksonville. Gli aeroporti di Tampa, St. Petersburg-Clearwater e Orlando-Sanford, e i porti di Tampa e Key West hanno sospeso interamente le loro attività.

#### Altri stati
Durante il 27 settembre il National Hurricane Center (NHC) ha emesso un allarme tempesta tropicale per l'intera costa della Georgia e per la costa della Carolina del Sud a sud della foce del Santee. Il 28 settembre il NHC ha esteso l'allarme tempesta al resto della costa della Carolina del Sud, e i governatori di Georgia, Carolina del Sud, Carolina del Nord e Virginia hanno dichiarato lo stato di emergenza in previsione dell'arrivo di Ian. Il giorno dopo, l'allarme tempesta è stato ampliato alla costa della Carolina del Nord a sud di Duck, mentre un allarme uragano è stato emanato per tutta la costa della Carolina del Sud.
Il Talladega Superspeedway, il Charlotte Motor Speedway e l'Atlanta Motor Speedway hanno messo gratuitamente a disposizione le loro aree campeggio alle persone evacuate. Oltre 3 800 voli sono stati cancellati in tutti gli Stati Uniti a causa dell'uragano Ian.

## Impatto

### Cuba
L'approdo di Ian come uragano di categoria 3 ha causato estesi danni nelle province di Pinar del Río e Mayabeque. Nel comune di San Juan y Martínez le raffiche di vento hanno raggiunto i 208 km/h, mentre nella capitale L'Avana l'Istituto Cubano di Meteorologia (INSMET) ha rilevato venti sostenuti di 90 km/h e raffiche fino a 140 km/h. Un'onda di tempesta di altezza significativa ha interessato le coste del golfo di Guacanayabo e dell'isola della Gioventù, dove è stato registrato un accumulo pluviometrico giornaliero di 108,3 mm. La sera del 27 settembre un black out ha interessato tutta l'isola di Cuba, dopo che già inizialmente tutta la provincia di Pinar del Río era rimasta senza corrente elettrica. Cinque persone sono morte a Cuba a causa dell'uragano Ian.

### Stati Uniti

#### Florida

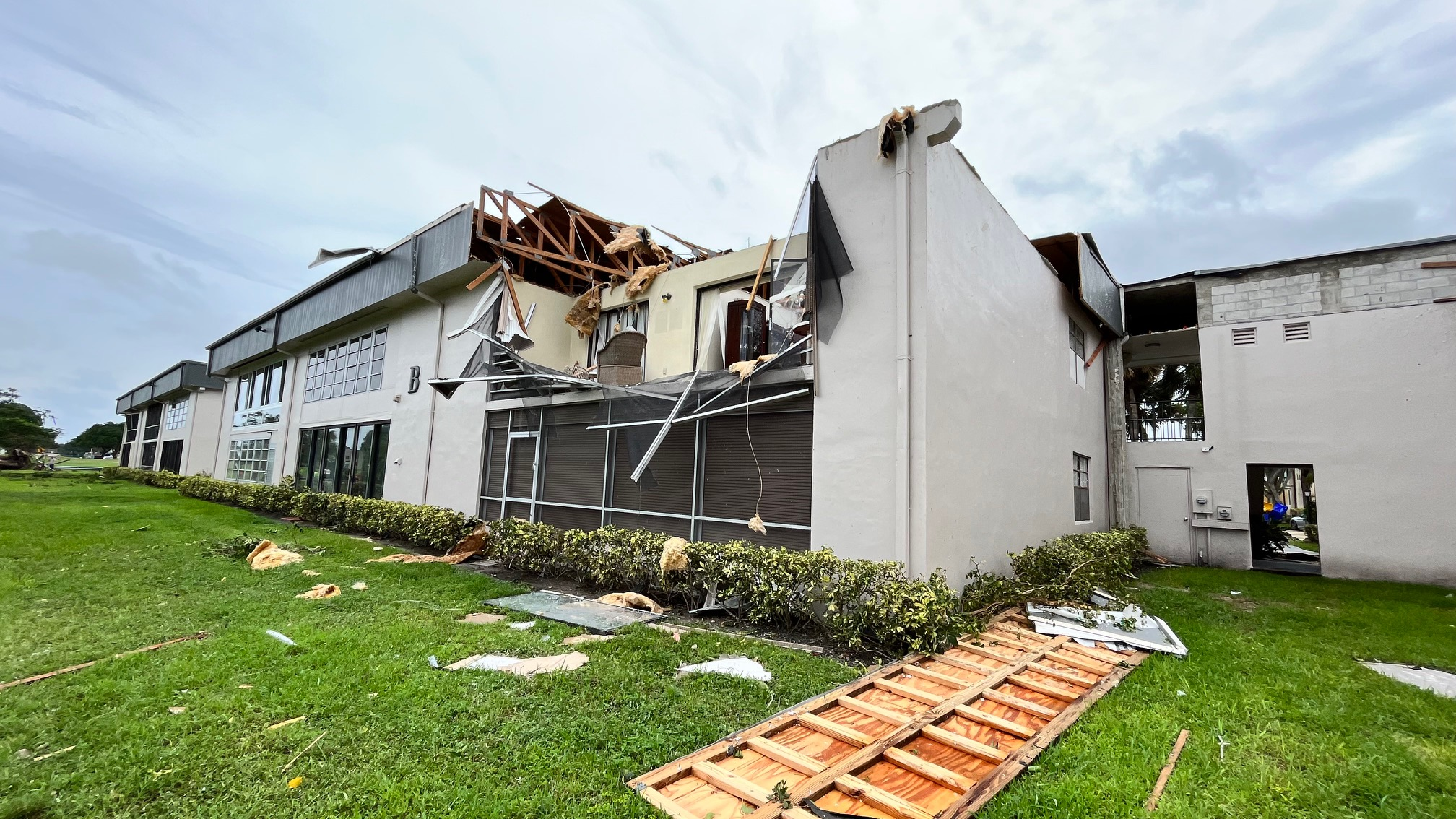
Danni causati dal tornado EF2 che ha colpito Kings Point.

Il 27 settembre diversi tornado, generati dall'uragano Ian mentre si avvicinava alla terraferma, hanno colpito la Florida meridionale, incluso un tornado EF2 che ha causato estesi danni a Kings Point, nella contea di Palm Beach. Alle 18:00 EDT (22:00 UTC) dello stesso giorno, l'aeroporto internazionale di Key West ha registrato i primi venti da tempesta tropicale, e poco dopo la città di Key West è stata interessata dalla terza più alta onda di tempesta dal 1913.
L'impatto dell'uragano Ian nella Florida sud-occidentale come uragano di categoria 4 ha causato danni catastrofici, soprattutto nelle contee di Lee e Charlotte. Nel momento dell'approdo una stazione meteorologica a Cape Coral ha registrato raffiche di vento fino a 225 km/h, poco dopo che il National Weather Service di Tampa aveva emesso dei rari extreme wind warning (EWW), indicando la probabilità di venti sostenuti di 185 km/h o superiori. Nella città di Naples l'onda di tempesta ha raggiunto almeno 1,9 metri sopra il livello medio dell'alta marea, l'ultimo valore registrato dalla stazione di rilevazione prima che venisse distrutta. Gran parte del Sanibel Causeway, l'unico ponte che collega l'isola di Sanibel con la terraferma, è stato distrutto. Nell'entroterra le pesanti piogge portate dall'uragano hanno causato inondazioni significative, con accumuli fino a 317,25 mm registrati a Orlando nel corso di 24 ore. Complessivamente, oltre 2,6 milioni di persone in Florida sono rimaste senza corrente elettrica in seguito al passaggio di Ian.
Almeno 150 persone sono morte in Florida a causa di Ian: 72 nella contea di Lee, 10 nelle contee di Sarasota e Collier, 9 nella contea di Charlotte, 7 nelle contee di Monroe e Volusia, 5 nelle contee di Hillsborough, Manatee e Osceola, 4 nella contea di Hendry, 3 nelle contee di Orange e Putnam, 2 nelle contee di Hendry e Polk, e una ciascuna nelle contee di DeSoto, Lake, Martin, Miami-Dade e St. Lucie.  L'uragano ha inoltre causato l'affondamento di una barca che trasportava 27 migranti vicino alle Florida Keys: cinque persone sono state salvate dalla United States Coast Guard, quattro sono riuscite a nuotare fino alla terraferma e sette sono morte annegate, gli altri 11 occupanti risultano invece ancora tra i dispersi.

#### Altri stati
L'uragano Ian ha causato estesi black out nelle Caroline, oltre 200 000 utenze sono rimaste senza corrente elettrica in Carolina del Sud e circa 129 000 in Carolina del Nord. Lungo la costa della Carolina del Sud si sono registrati allagamenti diffusi. Ian ha provocato cinque vittime in Carolina del Nord e una in Virginia.